# Acutotyphlops kunuaensis
Acutotyphlops kunuaensis es una especie de serpientes de la familia Typhlopidae.

## Distribución geográfica
Es endémica de la isla Bougainville (Papúa Nueva Guinea).